# 智能馬桶座

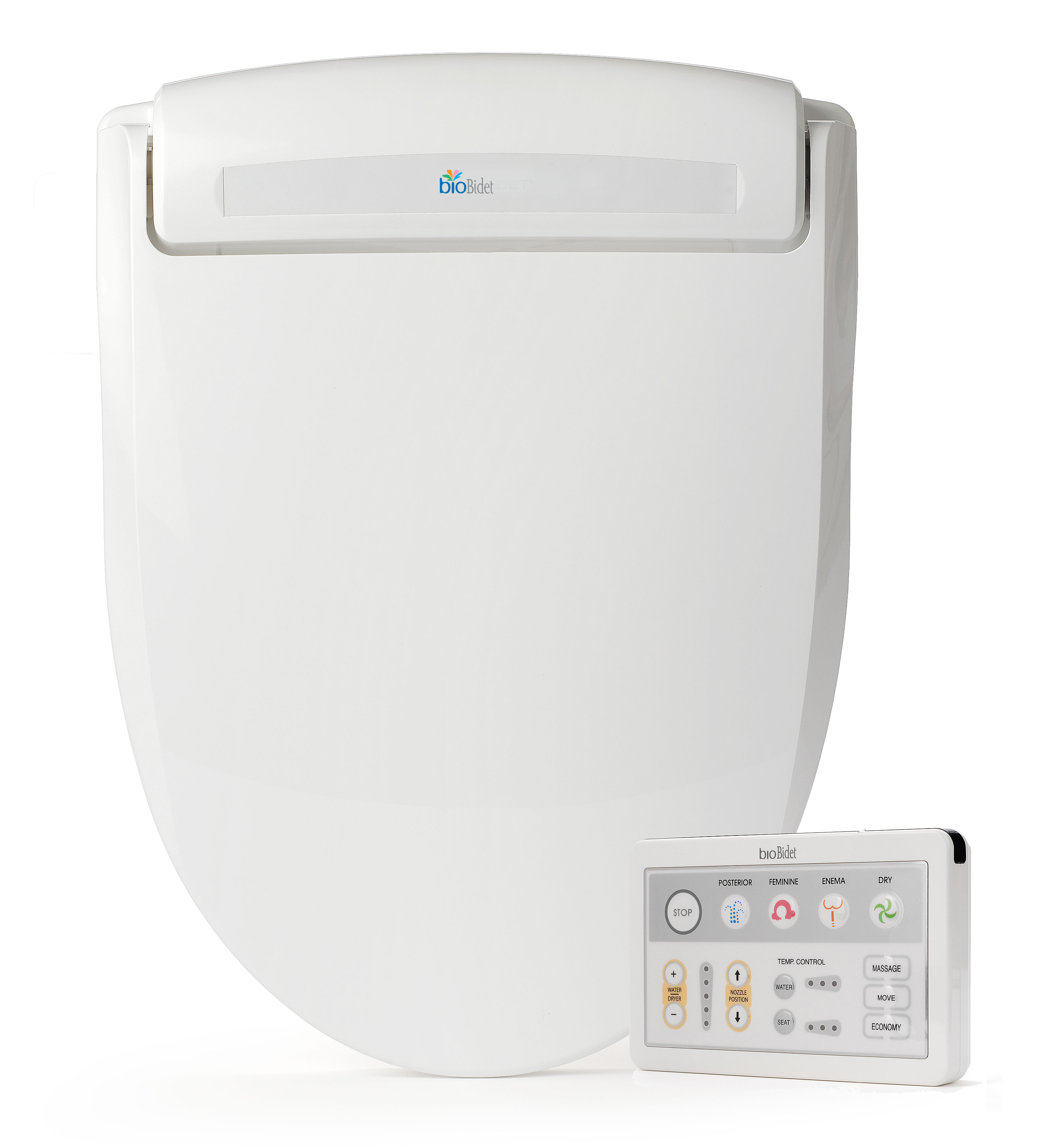

智能馬桶座（英語：Electronic bidet），又稱溫水洗淨便座，免治馬桶座，是一種有噴水清潔功能的坐廁，相當於坐浴桶（Bidet，英語發音Buh-day）同坐廁的結合。
智能馬桶座最早由美國人發明，是一種用以減輕痔瘡症狀的醫療工具，利用噴嘴能噴出水柱、清洗肛門的特性，促進痔瘡患者血液循環，並減輕如廁後用衛生紙摩擦屁股的不適感；因此，免治馬桶這個名詞是來自避免痔瘡的功能。